# کیمبرلی رو
کیمبرلی رو (به انگلیسی: Kimberley Rew) (زاده ۳ دسامبر ۱۹۵۱) خوانندهٔ انگلیسی است.
او قبلاً عضو گروه کاترینا و د ویوز بود.